# Bèssè
Bèssè ist ein Arrondissement im Departement Collines im westafrikanischen Staat Benin. Es ist eine Verwaltungseinheit, die der Gerichtsbarkeit der Kommune Savé untersteht.

## Demografie und Verwaltung
Gemäß der Volkszählung 2013 des beninischen Statistikamtes INSAE hatte das Arrondissement 7322 Einwohner, davon waren 3759 männlich und 3563 weiblich.
Von den 60 Dörfern und Quartieren der Kommune Savé entfallen fünf auf Bèssè:
1. Bessé Owodé
2. Djabata
3. Igbodja
4. Kadjogbé
5. Okpa